# Schoepfia multiflora
Schoepfia multiflora är en tvåhjärtbladig växtart som beskrevs av Ignatz Urban. Schoepfia multiflora ingår i släktet Schoepfia och familjen Schoepfiaceae. Inga underarter finns listade i Catalogue of Life.